# Jason White
Jason White  (North Little Rock, Arkansas 11 november 1973) is het meest bekend als gitarist van de Amerikaanse  punkrockband Green Day. Hij speelt al mee als toergitarist sinds 1997 voor het album Warning uit 2000 en was van 2012 tot en met 2016 (gedurende het opnemen van de albumtrilogie ¡Uno!, ¡Dos! en ¡Tré!) een volledig lid van de band als tweede gitarist. Sinds 2016 is hij weer tourgitarist. Naast Green Day speelt hij ook samen met Billie Joe Armstrong in een andere band genaamd Pinhead Gunpowder. Ook speelt hij in andere zijprojecten van Green Day waaronder The Network (2003) en Foxboro Hot Tubs (2008). Eind 2014 werd er bij hem amandelkanker geconstateerd, waar hij inmiddels is van genezen.